# Richard Kraus
Richard Kraus (Berlín, 16 de novembre de 1902 - Kassel, 11 d'abril de 1978) va ser un director d'orquestra alemany. Era fill del tenor Ernst Kraus.
Va estudiar música al Conservatori Stern de Berlín i després va ser director assistent a la Staatsoper de Berlín. Va ser assistent d'Erich Kleiber de 1923 a 1927. Va ser director principal el 1927 a Kassel, i dirigeix a Hannover, Stuttgart (1933-1937) abans de convertir-se en el director general de la música a Halle (1937-1944).
Després de la guerra, va ser a l'òpera de Düsseldorf, i va esdevenir director general d'Òpera de Colònia (1948-1953) -moment en què va enregistrar Jenůfa de Janáček, la Deutsche Oper de Berlín (1954-1961) i des de 1961 fou professor de direcció a la Hochschule de Berlín. De 1963 a 1969 va ser el director de la Filharmònica Nordwestdeutsche.